# João Rodrigues de Macedo
João Rodrigues de Macedo (Campos, concelho de Póvoa de Lanhoso, 4 de março de 1739, - São Gonçalo do Sapucaí, 6 de outubro de 1807) foi um importante comerciante, banqueiro e contratador na Capitania de Minas Gerais.

## Origem e familia em Portugal
João Rodrigues de Macedo, nasceu em 4 de março de 1739 na freguesia (aldeia) de São Martinho do Campo, concelho de Póvoa de Lanhoso, província do Minho, Portugal. Foi o quarto de nove filhos do casal Bento Gomes de Macedo e Teresa Rodrigues do Vale. João Rodrigues de Macedo descende de familias tradicionais de agricultores nas freguesias vizinhas dos concelhos de Póvoa de Lanhoso e de Guimarães, seus avós paternos foram Mateus Gomes e Mariana de Macedo e seus avós maternos Bento Rodrigues e Mariana Fernandes do Vale. 

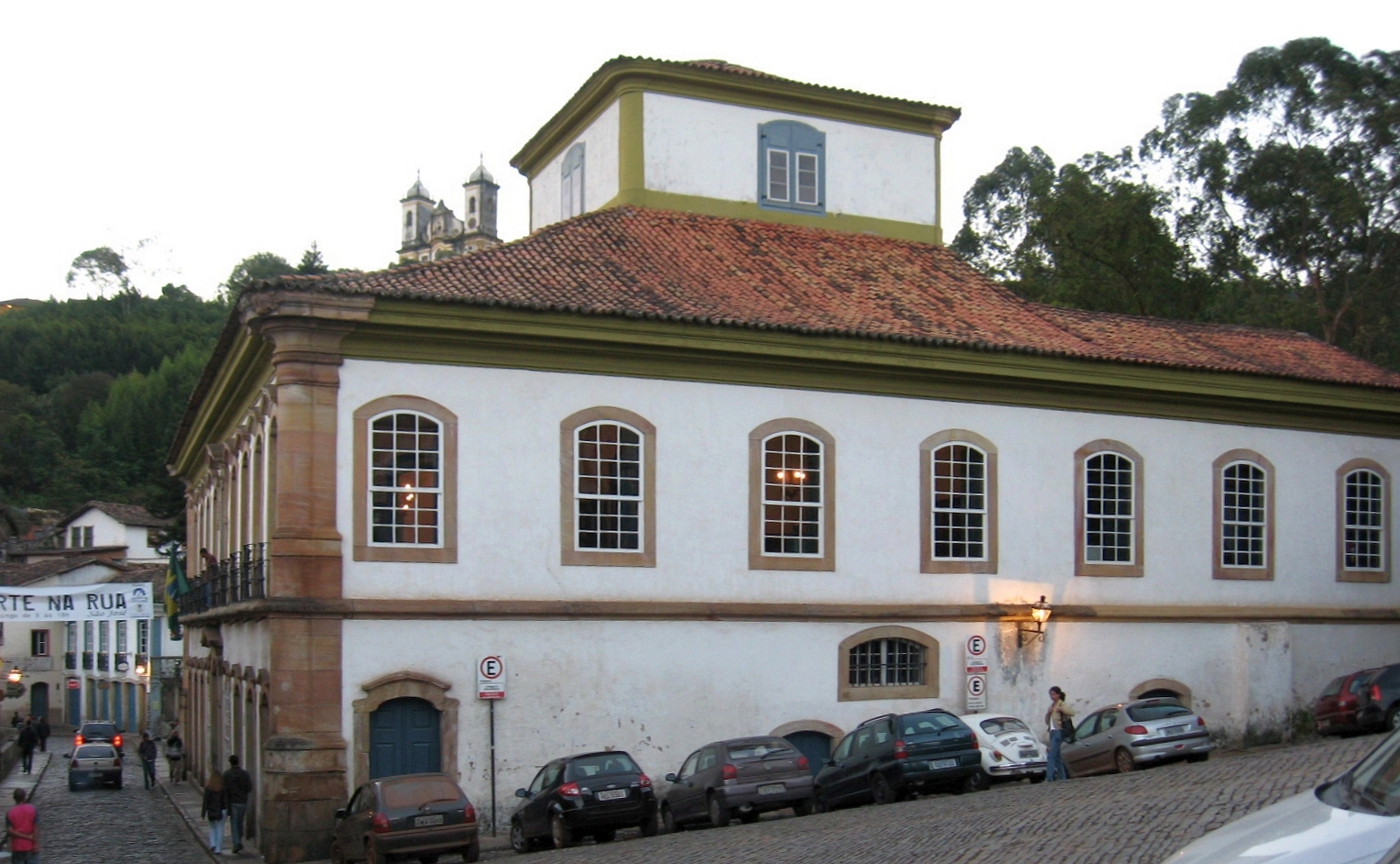
Casa dos Contos, residência do contratador João Rodrigues de Macedo em Vila Rica

Os pais de João Rodrigues de Macedo foram agricultores proprietários da quinta de Santo Tirso em Campos e possibilitaram a alguns filhos a estudar e a trabalhar em outras profissões. Dois irmãos mais velhos Bento e José Rodrigues de Macedo, e um mais novo, Antonio Rodrigues de Macedo, todos três Familiares do Santo Ofício, passaram em meados da década de 1750 para Coimbra onde se tornaram comerciantes. É presumível que estes e mais outros parentes Macedo e Rodrigues estabelecidos em Coimbra formaram uma certa rede de poder e influência na cidade.
O irmão José foi casado com Mariana do Nascimento, uma prima de José Álvares de Figueiredo, o fundador de Boa Esperança em Minas Gerais.
Um irmão mais novo de João, Custódio Roiz de Macedo, foi padre. Um sobrinho de João, filho de José, Caetano Rodrigues de Macedo foi e maçónico e Professor da Faculdade de Filosofia em Coimbra e deputado pela Beira às Cortes Constituintes de 1821 sendo perseguido por lutar pelo liberalismo e exilado em Inglaterra, França e Suiça. Outro sobrinho, também filho de José Rodrigues de Macedo, José Rodrigues de Macedo e Almeida, casou-se com uma irmã do frei José Liberato Freire de Carvalho, jornalista, intelectual, deputado às Cortes e um dos políticos portugueses mais marcantes do século XIX.
João Rodrigues de Macedo  ingressou no dia 15 de julho de 1757 na Ordem Terceira do Carmo, na qual teria ocupado o importante cargo de Mesário, como se depreende de sua patente apresentada posteriormente em Vila Rica. Parentes seus do lado paterno já haviam emigrado para o Brasil antes de 1750. Domingos José Gomes, primo de João, era negociante no Rio de Janeiro e um primo de seu pai, Bento Gomes, esteve igualmente por certo tempo estabelecido no Rio de Janeiro onde era negociante de grosso trato de fazendas (têxteis). Esses parentes podem ter motivado e facilitado ao jovem Macedo a emigrar para a colônia.

## No Brasil
João Rodrigues de Macedo foi por volta de 1760 para o Brasil, onde primeiro ficou estabelecido no Rio de Janeiro na casa do seu primo Domingos José Gomes do qual se tornou sócio. Articulou uma importante rede de relacionamentos com outros mercadores da cidade, entre os quais destacam-se Antônio Ribeiro de Avelar e Antônio Gonçalves Ledo, figuras vinculadas à ordem maçônica, sendo o último pai de Joaquim Gonçalves Ledo, estudante em Coimbra, venerável mestre da Loja Maçônica Comércio e Artes, no Rio de Janeiro, revolucionário, iluminista e um dos patriarcas da Independência do Brasil.

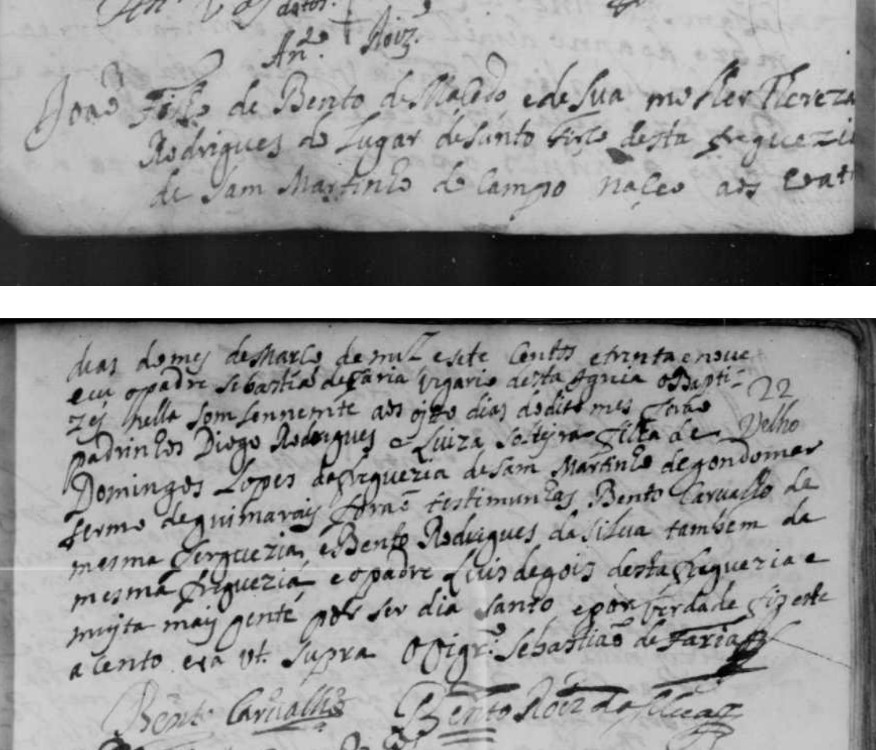
Registro de batismo de João Rodrigues de Macedo em São Martinho do Campo, 4 de março de 1739

Em Portugal, o irmão mais velho, Bento Rodrigues de Macedo, era o elo com os comerciantes europeus, além de administrador dos interesses de João junto à Corte portuguesa.

## Os contratos e negócios em Minas Gerais
João Rodrigues de Macedo deslocou-se para Vila Rica por volta de 1775. Com o auxílio financeiro do primo Domingos José Gomes e do fazendeiro (um dos maiores de Minas) José Aires Gomes. arrematou o contrato das Entradas para os triênios de 1776 a 1778 e de 1779 a 1781, para a capitânia de Minas Gerais, por 766:726$612 réis; e para as capitanias de Mato Grosso, Goiás e São Paulo, por 189:044$918 réis, totalizando 944 contos. Além desse contrato, arrematou também o de Dízimos, por 395:378$957 réis, para o período de 1777 a 1783. Montou uma sólida estrutura de cobrança de impostos e tornou-se, entre as décadas de setenta e noventa do século XVIII, a figura principal de uma rede de transações comerciais que movimentou centenas de contos de réis até quase a virada do século XIX, quando ainda promovia cobranças de dívidas antigas.
Na época Portugal leiloava o direito de arrecadar impostos na colônia terceirizando a tributação. O "contratador" tinha a obrigação de arrecadar os impostos e repassar uma quantia pré-estabelecida para Portugal. Como João Roiz (Rodrigues) de Macedo arrematou vários contratos importantes por volta de 1775, tornou-se quase de um dia para o outro em uma das pessoas mais influentes da colônia.
A rede de colaboradores de João Rodrigues serviria também para viabilizar outros negócios do contratador. Além da arrecadação de tributos, Macedo era proprietário de diversas lojas varejistas. Seu representante no Rio de Janeiro, o primo Domingos José Gomes, tratava da compra dos gêneros – entre eles sal e açúcar, produtos de grande valor – que seriam remetidos às Minas e distribuídos para revenda nas lojas que o contratador possuía em diversas vilas.

## A vida em Ouro Preto
Com o apoio de seu irmão mais velho Bento Rodrigues de Macedo em Coimbra, João Rodrigues passou a financiar os estudos de inúmeros jovens mineiros em Portugal, principalmente na Universidade de Coimbra, preocupando-se em pagar seus estudos e seus gastos de subsistência durante todo o período dos estudos. Diversos dos contemplados eram jovens e crianças oriundos de famílias sem posse.
Macedo tornou-se benfeitor da Casa de Ópera de Ouro Preto, construída em 1770 por outro contratador, João de Souza Lisboa. Promovia festas e saraus, quase que diários, na Casa dos Contos. Lá se encontravam os mais importantes integrantes da ilustração de Minas Gerais, membros da chamada “geração de Coimbra”, estudantes oriundos da Universidade de Coimbra, prioritariamente do curso de direito. Ali se discutiam propostas de rearranjo e acomodação das relações tipicamente coloniais, motivadas pelo sufocamento metropolitano que Portugal exercia sobre a capitania de Minas Gerais. Essas reuniões acabariam por motivar e fornecer parte do estofo teórico no qual iria se basear a natimorta Inconfidência Mineira, constituindo efetivamente uma esfera privada de discussão política.
Como Macedo tinha muitos e variados negócios em andamento, recebeu o apoio de seu irmão, o Padre Custódio Rodrigues de Macedo e de seus sobrinhos Jerônimo Fernandes da Silva Macedo, Antonio José Fernandes de Macedo (ambos filhos de sua irmã Maria Rodrigues de Macedo), e Antônio Joaquim Rodrigues de Macedo (filho de seu irmão Antônio Rodrigues de Macedo, negociante em Coimbra). Estes vieram por volta de 1785 a 1795 de Portugal para o Brasil.
O sobrinho Capitão Jerônimo Fernandes da Silva Macedo (nascido em 1 de Março de 1778 em São Martinho do Campo) se casou no Brasil com Rita Euzebia da Assunção, uma irmã dos políticos Domingos da Silva e Oliveira e Antônio Eustáquio da Silva e Oliveira (o fundador da cidade de Uberaba, MG), que por sua vez tinha como padrinho de batismo o inconfidente Tomás Antônio Gonzaga. O pai de Euzébia, João da Silva e Oliveira foi um importante vereador em Ouro Preto e tinha laços de amizade e de negócios com o inconfidente Claudio Manuel da Costa e com João Rodrigues de Macedo. João Rodrigues de Macedo foi padrinho de um dos filhos de João da Silva e Oliveira.

## A Casa dos Contos
A início em Minas Gerais, João Rodrigues de Macedo morou em um sítio a poucos quilômetros da cidade de Vila Rica, a „Chácara do Passa Dez“ posicionada estratégicamente a caminho de Santo Antônio da Casa Branca (hoje Glaura, MG), um caminho importante para a movimentação de mercadorias e onde viviam alguns de seus amigos e seu sobrinho Jerônimo Fernandes da Silva Macedo. Mais tarde, em 1825, se instalou nessa famosa Chácara do Passa Dez o jardim botânico de Ouro Preto. Entre 1782 e 1784, Macedo construiu sua residência em Vila Rica, um verdadeiro palácio que foi posteriormente denominada "Casa dos Contos"  e que foi considerada em sua época a mais rica residência de Vila Rica e avaliada no ano de 1803 em 40 contos de réis. No andar térreo dirigia seus negócios na colônia e no primeiro andar residia em seus aposentos particulares.

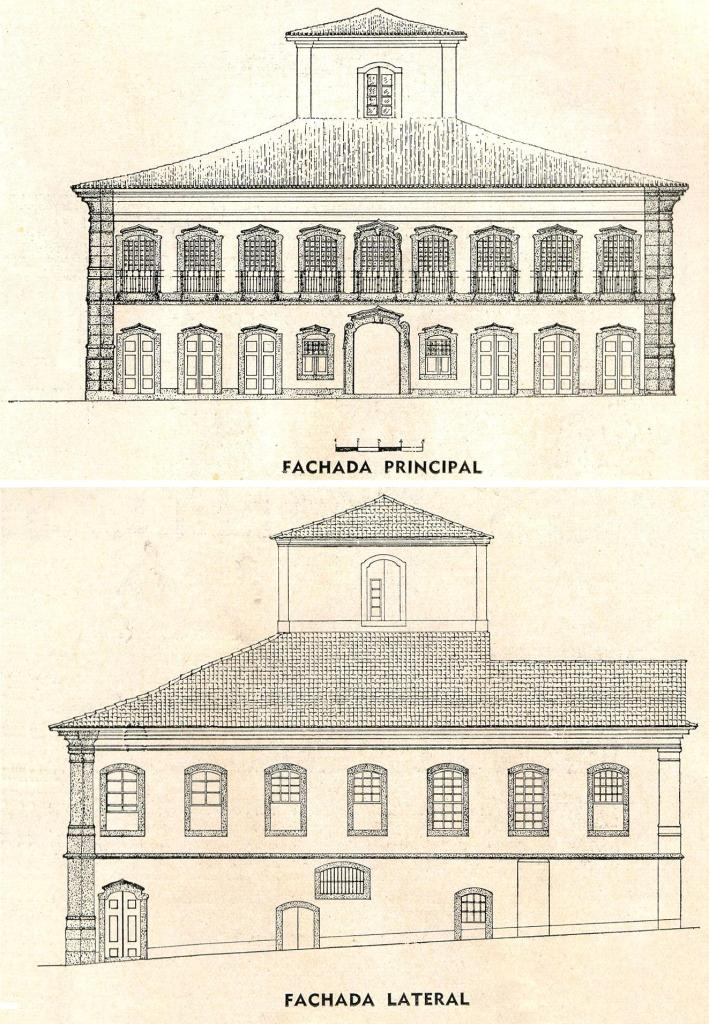
Planta da fachada da Casa dos Contos, construida entre 1782 e 1784 e residência de João Rodrigues de Macedo em Vila Rica.

Passado alguns anos, Macedo acumulou qrande fortuna ficando ao mesmo tempo muito endividado perante à coroa portuguesa, pois não havia repassado os impostos coletados para Portugal. Isso era algo comum entre os contratadores na época, muitos contratadores se endividaram fortemente junto á corôa. Esse endividamento ocorreu igualmente com o sargento-mor Joaquim Silvério dos Reis, que após o encerramento de seu contrato em 1784 devia o montante de 305:592$501 réis, diminuído a 213:632$608 réis em 1789, o ano da  Inconfidência Mineira, ainda faltando pagar 60% do valor original.
Parte da Casa dos Contos passou a ser alugada por Macedo ao governo para pagar parte de suas dívidas. Foi assim que durante a repressão à Inconfidência Mineira, a Casa dos Contos serviu para acomodar as tropas do vice-rei, e de prisão para os inconfidentes com elevados títulos sociais. O poeta Claudio Manuel da Costa se enforcou em sua cela debaixo da escadaria durante seu aprisionamento na Casa dos Contos em 4 de julho de 1789.
Em 1797, Macedo, ainda em grande dívida com a Real Fazenda, transferiu sua casa para esta, que a transformou em sede da administração e contabilidade pública da Capitania de Minas Gerais recebendo assim seu nome atual "Casa dos Contos".  O Erário Régio acabou confiscando a casa de Macedo definitivamente em 1802.
Pelo fato de parte da correspondência de João ter ficado entre seus bens passados para o fisco português e de ter mais tarde integrado o Arquivo da Casa dos Contos, existe uma série de cartas suas entre 1775 e 1800 que servem de base para estudos sobre a economia do Brasil colônia no final do século XVIII e que pode ser lida via online no site da Biblioteca Nacional do Rio.

## A Inconfidência Mineira

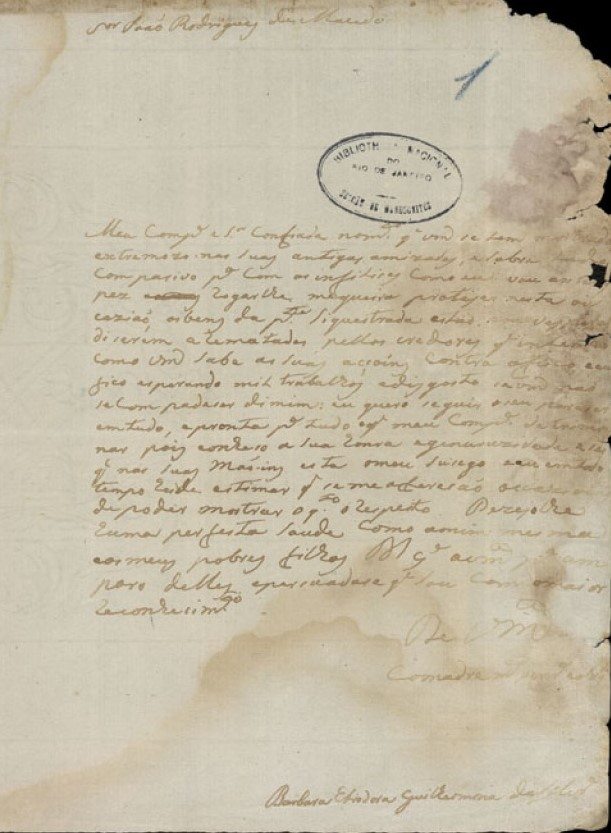
Carta de Barbara Heliodora a João Rodrigues de Macedo pedindo que arrematasse os bens sequestrados de seu marido, Ignácio José de Alvarenga. Biblioteca Nacional, RJ.

Um dos episódios mais interessantes e enigmáticos da vida de João Rodrigues de Macedo foi o seu envolvimento na Inconfidência Mineira de 1789. É presumível que além de condizer com seus ideais liberais e iluministas, ele estivesse interessado em uma independência do Brasil de Portugal para não ter que pagar suas dívidas junto ao governo português. Além dessa suposição, em um Brasil independente ele poderia exercer grande poder político e econômico visto ele manter contatos com muitas pessoas importantes na colônia.
Suas ligações com os inconfidentes eram diversas:
• Vicente Vieira da Mota foi seu guarda-livros.
• João era amigo íntimo do pai do inconfidente Padre Manuel Rodrigues da Costa, seu afilhado.
• Foi amigo de Tomás Antônio Gonzaga.
• Também foi amigo e compadre de Alvarenga Peixoto.
• Foi o principal cliente do advogado Claudio Manuel da Costa.
• O Alferes Tiradentes lhe prestava serviços rotineiros.
• Foi amigo e anfitrião do Cônego Luís Vieira,
• Foi vizinho de Domingos de Abreu Vieira
• O Ten. Antônio Ribeiro de Avelar, testemunha, que deu depoimento a favor de Tiradentes no processo da Inconfidência, era seu representante no Rio.
• José Álvares Maciel, Cap. Mor de Vila Rica, pai do inconfidente do mesmo nome, foi seu conselheiro.
• José Aires Gomes foi seu compadre e fiador.
Os inconfidentes se encontraram várias vezes na Casa dos Contos sendo assim João Rodrigues de Macedo seu anfitrião. Ele pode ter exercido um papel de eminência parda da conjuração e foi coberto pelos inconfidentes presos sendo assim poupado do processo e da sentença. Por amizade ou suborno de Macedo, o escrivão José Caetano César Manitti não o citou nos protocolos, amenizou vários relatórios dos presos e diminuiu assim a significância da inconfidência em seus relatórios. Outro fator que favoreceu Macedo foi um polpudo emprestimo que este havia concedido alguns anos antes ao governador e capitão general Visconde de Barbacena que foi mais tarde o responsável pelos aprisionamentos e inquirições dos envolvidos na inconfidência.
Os inconfidentes talvez também tenham acobertado o amigo Macedo para ele em compensação ajudar financeiramente suas esposas e filhos após serem condenados e degredados. Ajudou também o seu compadre Alvarenga Peixoto e sua esposa, a poetisa Bárbara Eliodora da Silveira, quando sua fazenda, a "Sesmaria da Boa Vista" em São Gonçalo do Sapucaí foi leiloada em praça pública pelo governo em 1795. Macedo arrematou o a metade da fazenda se tornando sócio da esposa de Alvarenga.

## Os últimos anos e a morte em São Gonçalo do Sapucaí

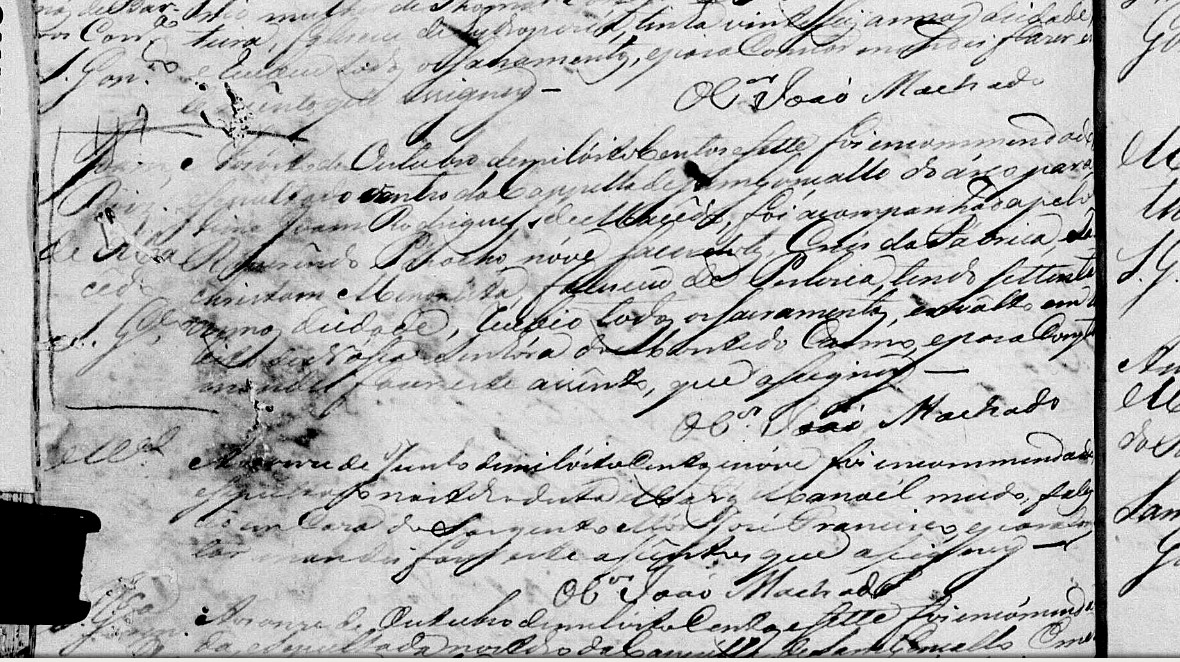
Registro do falecimento de João Rodrigues de Macedo em 1807, São Gonçalo do Sapucaí, MG

Quando Macedo teve que entregar definitivamente sua residência, a Casa dos Contos, para pagar parte de suas dívidas junto a corôa, passou a residir em São Gonçalo do Sapucaí, na comarca do Rio as Mortes em Minas Gerais, onde seu sobrinhos Antônio Joaquim Rodrigues de Macedo e alferes Antonio José Fernandes da Silva Macedo já se encontravam para gerenciar as terras e lavras de ouro do tio na fazenda Boa Vista.
Antonio José se casou com uma sobrinha de Barbara Heliodora, Umbelina Maria da Silveira Lobato. Antônio Joaquim se casou com Emerenciana Joaquina. Os sobrinhos de Macedo deixaram vasta descendência em São Gonçalo do Sapucaí e região.
João Rodrigues de Macedo falece em 6 de Outubro de 1807 em São Gonçalo do Sapucaí, onde foi enterrado, e como não foi casado e não teve filhos, herdou seus bens e dívidas para seus sobrinhos. De toda sua fortuna de outrora restou apenas a fazenda com as lavras de ouro que os sobrinhos continuaram a administrar com a sócia Barbara Heliodora e sua familia.
Em um documento da Real Fazenda de Minas Gerais na questão de suas dívidas quando contratador de tributos há duas listagens que mostram a quantidade de ouro que foi apurada em apenas duas lavras de João Rodrigues entre os meses de maio e outubro do ano de sua morte em 1807: 2.850 oitavas de ouro, ao que parece, o antigo contratador ainda tinha muito a oferecer aos cofres reais. Até mesmo depois da independência do Brasil, após 1822 o fisco continuava a cobrar as dívidas de João Rodrigues de Macedo perante seus herdeiros.